# ナイル勲章
ナイル勲章(ナイルくんしょう、アラビア語:قلادة النيل العظمى)は、エジプトの勲章。エジプトに多大な貢献をした者に授与されるナイル勲章は、1915年にムハンマド・アリー朝エジプトのスルタンフサイン・カーミルによって制定された。その後、共和制を施行したエジプトにより、1953年6月18日に再制定された。現在、同国内では最高位の勲章に位置づけられているが、エジプト王国時代にはイスマーイール勲章の下位に置かれていた。

## 等級
ナイル勲章には6つの等級がある。
| 略綬   | 略綬       | 略綬       | 略綬               | 略綬             | 略綬   |
| ------ | ---------- | ---------- | ------------------ | ---------------- | ------ |
| ナイト | オフィサー | コマンダー | グランドオフィサー | グランドコルドン | カラー |

## 受章者
- ペーター・アクランド（英語版）
- ユーリ・ガガーリン
- 明仁上皇
- 金正日
- イドリース1世
- ハイレ・セラシエ1世
- ルイス・ボルス（英語版）
- ネルソン・マンデラ
- ハロルド・ノックス＝ショー（英語版）
- ルイス・マウントバッテン
- チャールズ・パジェット（英語版）
- レジナルド・ウィンゲート（英語版）
- ナギーブ・パシャ・マフフーズ（英語版）
- ランスロット・ラウザー（英語版）
- ヨシップ・ブロズ・チトー
- ハインリヒ・ラウ（英語版）
- ヴァルター・ウルブリヒト
- エリザベス2世
- カーブース・ビン＝サイード[3]
- エミール・ラフード
- スハルト
- マカリオス3世
- チャールトン・スピンクス（英語版）[4]
- アハメッド・ズウェイル
- ウィリアム・サイモン
- ウィリアム・バードウッド（英語版）
- アムハ・セラシエ
- ウィリアム・ペイトン（英語版）
- エリック・ガスコイン・ロビンソン（英語版）
- オーブリー・フォークナー（英語版）
- ムハンマド・ナギーブ
- ムハンマド6世
- ムハンマド・フセイン・タンターウィー
- モハメド・エルバラダイ[5]
- アドリー・マンスール[6]
- ノロドム・シハヌーク
- ヌルスルタン・ナザルバエフ[7]

等。

## ギャラリー

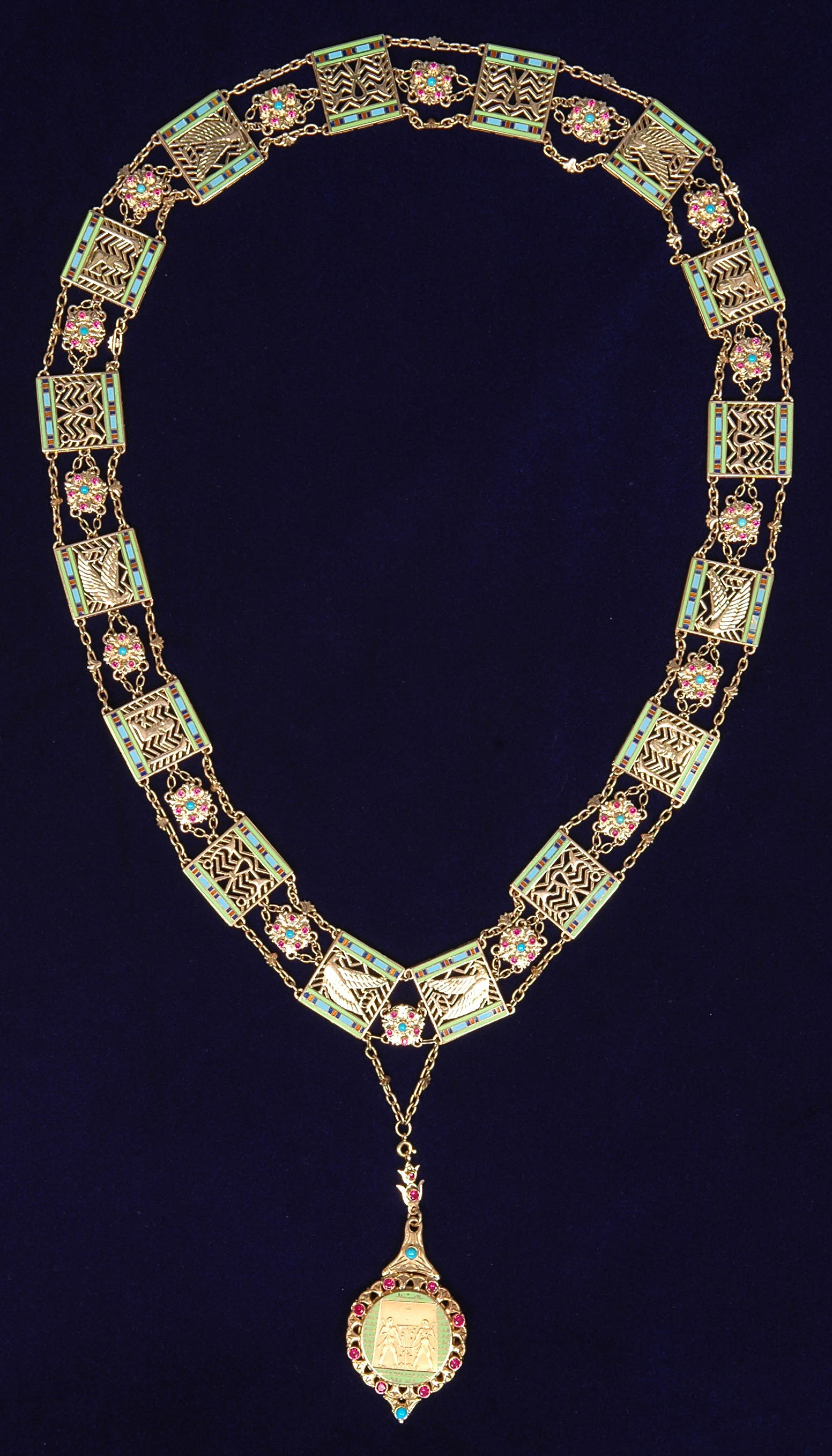
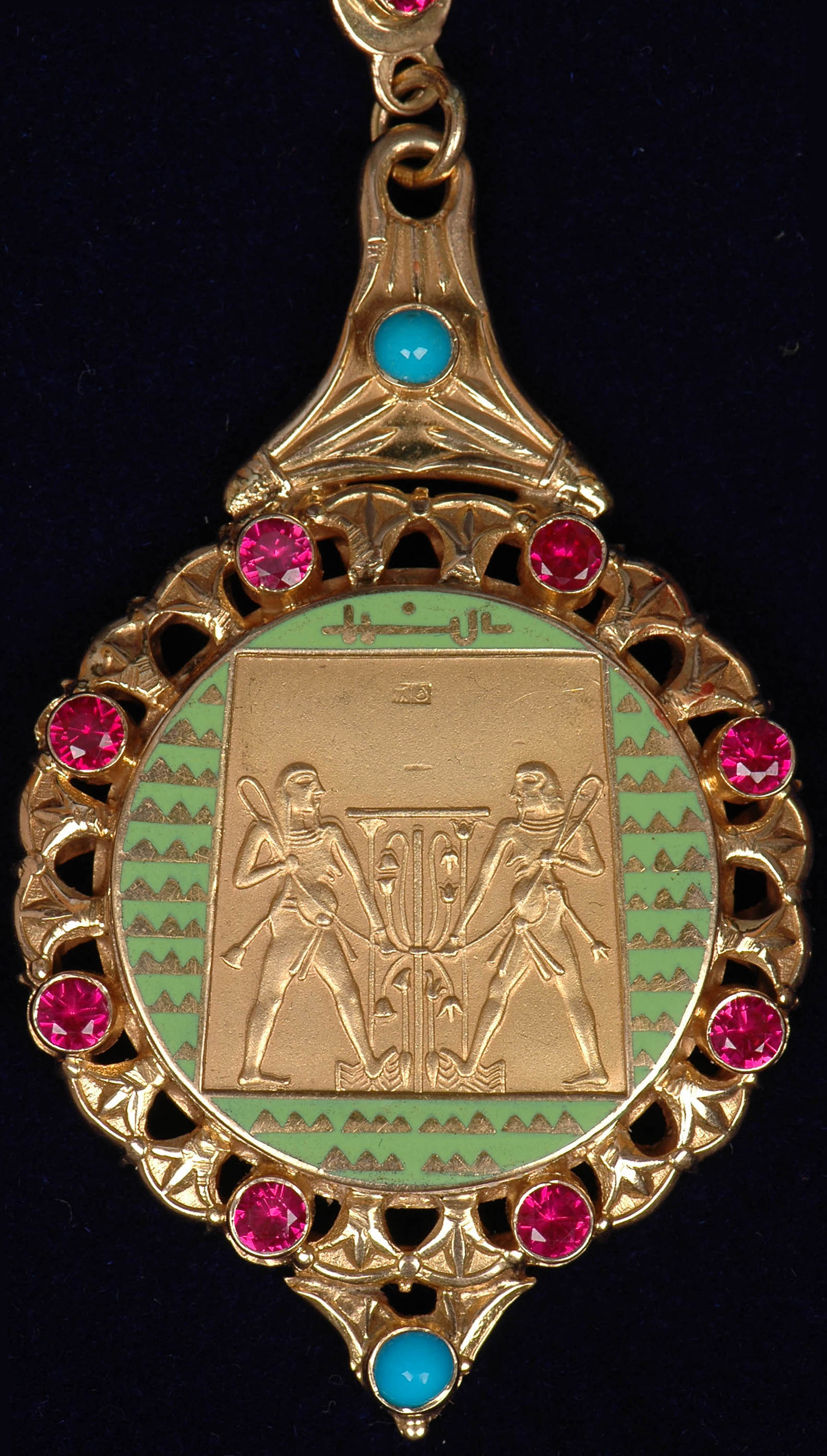
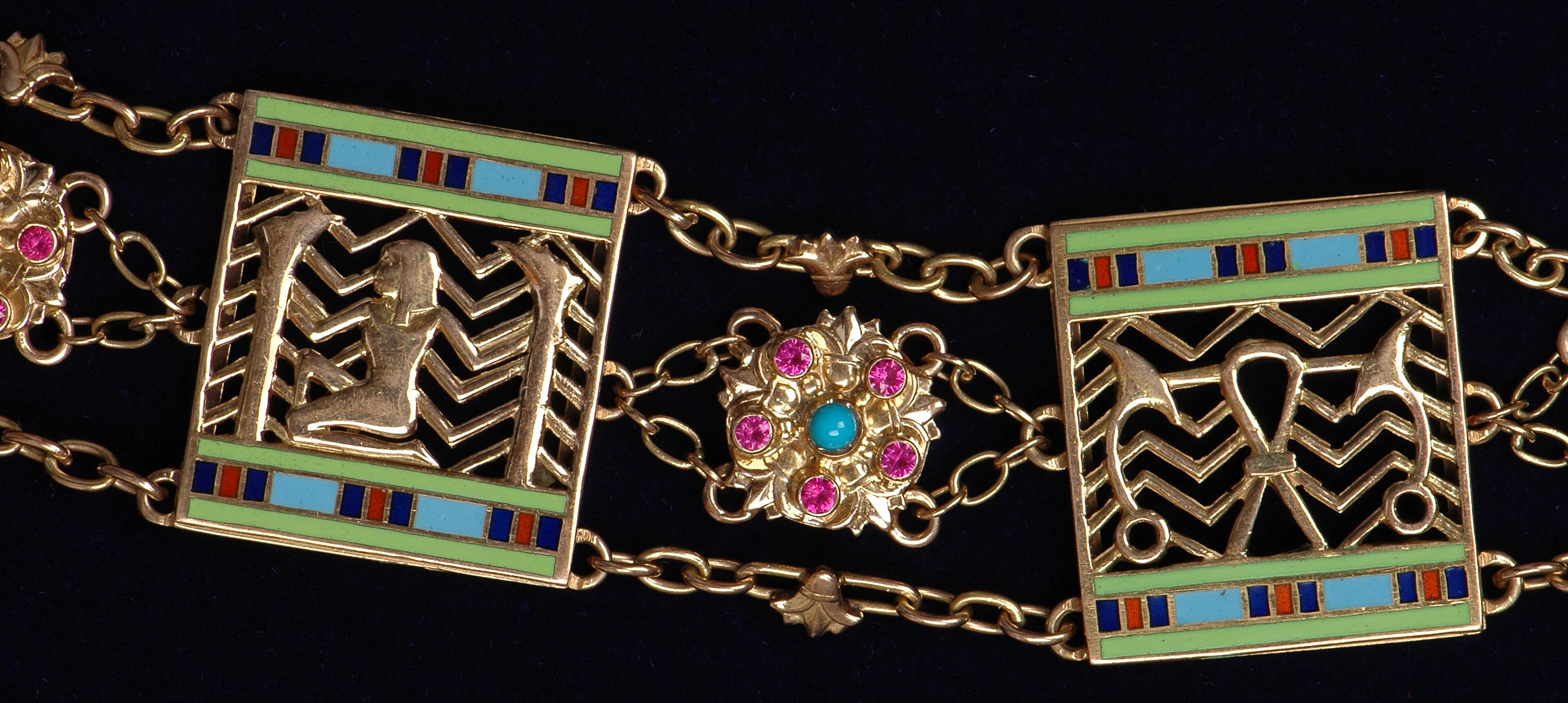
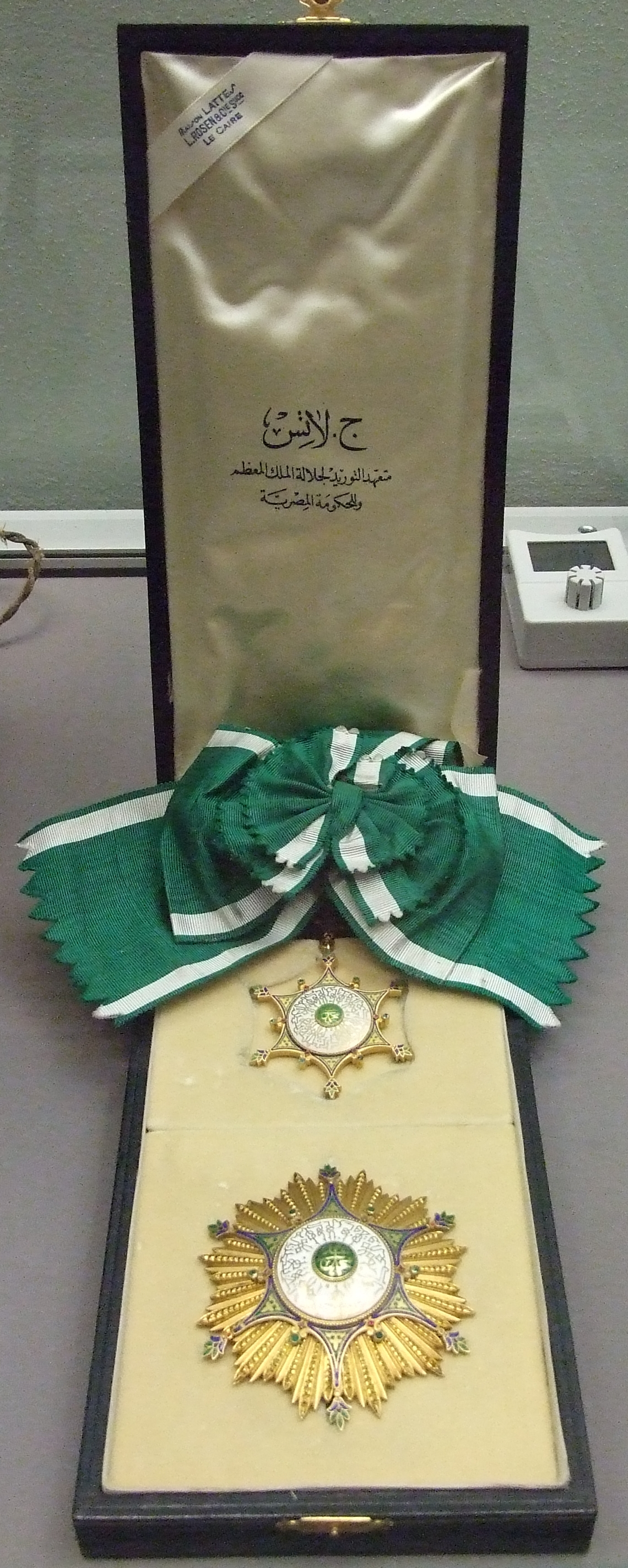
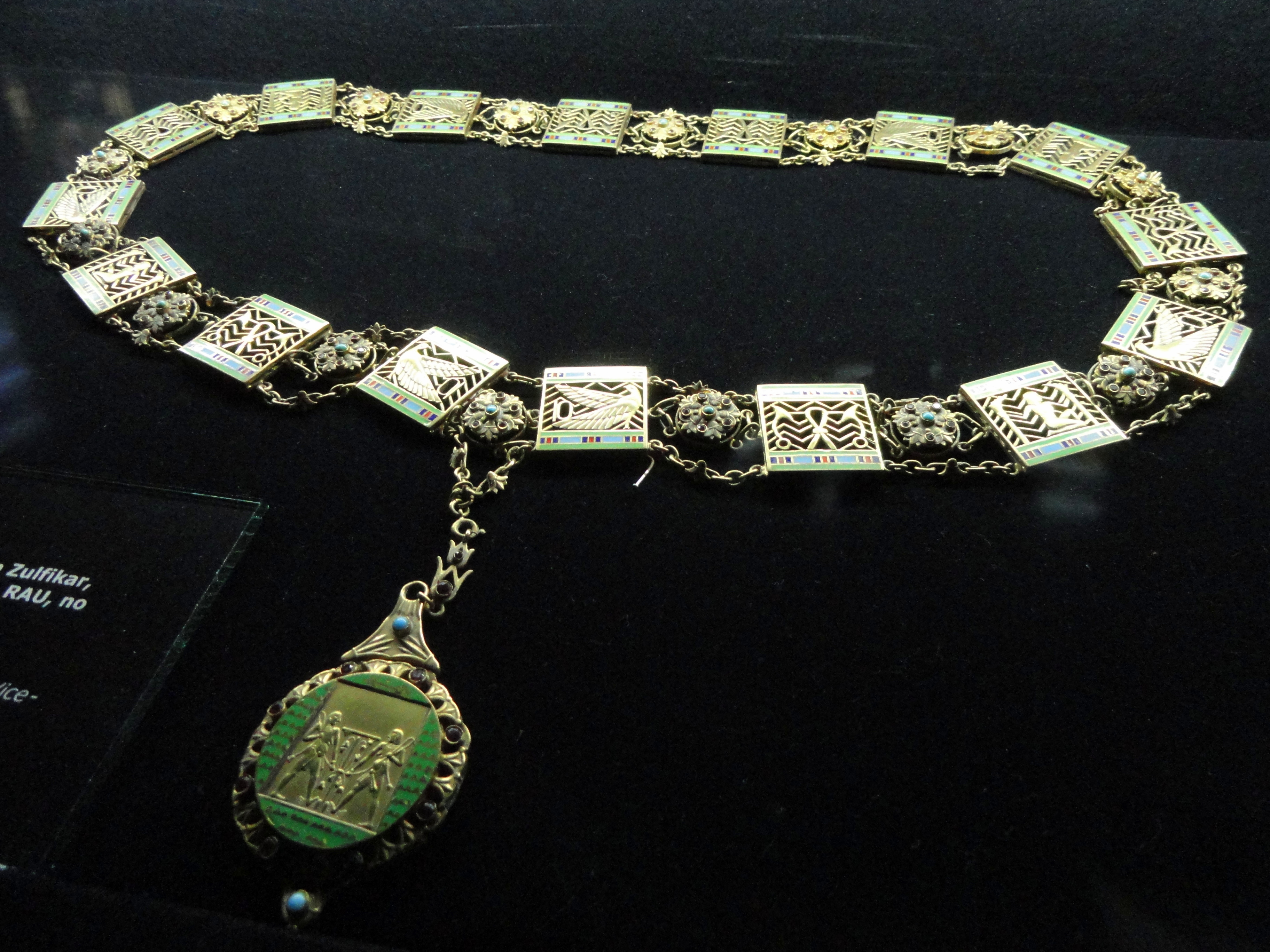